# 天井山林场
天井山林场，是中华人民共和国广东省韶关市乳源瑶族自治县下辖的一个类似乡级单位。

## 行政区划
下辖以下地区：
天井山林场虚拟生活区。